# Mont Dampier
Le mont Dampier, ou Rangiroa qui signifie « long ciel » en maori, est un sommet culminant à 3 440 mètres, ce qui en fait le troisième plus haut de la Nouvelle-Zélande, après l'Aoraki/Mont Cook et le mont Tasman. Il fait partie des Alpes du Sud.